# کبوتر میوه‌خوار زیبا
کبوتر میوه‌خوار زیبا با نام علمی Ptilinopus pulchellus کبوترسانی کوچک به‌طول تقریبی ۱۹ سانتی‌متر از سردهٔ کبوتران میوه‌خوار است. بیشتر پرهای پرنده به رنگ سبز بوده و کاکلی سرخرنگ، گلویی سفید، منقاری زرد متمایل به سبز و پاهایی قرمز متمایل به ارغوانی دارد. پرهای ناحیهٔ سینه به رنگ آبی-خاکستری و شکم نارنجی متمایل به زرد با نقوشی ارغوانی-قرمز در میان آنهاست. هر دو پرندهٔ نر و ماده از نظر ظاهری یکسانند.
کبوتر میوه‌خوار زیبا در جنگل‌های بارانی گینه نو و جزیره‌های باتانا، وایگئو، سالاواتی و میسول واقع در پاپوای غربی اندونزی پراکنده‌است. در فصل جفتگیری پرندهٔ ماده معمولاً تنها یک تخم سفیدرنگ می‌گذارد.
این پرنده عمدتاً از انواع گوناگونی از میوه‌های درختان، خرما و انگور تغذیه می‌کند. کبوتر میوه‌خوار زیبا علی‌رغم کوچکی جثه‌اش می‌تواند میوه‌جاتی به حجم ۵ سانتی‌متر مکعب (در مورد میوه‌های کروی‌شکل به قطر ۲ سانتی‌متر) را ببلعد.
این کبوترسان از گستردگی فراوانی برخوردار است و به‌همین دلیل در فهرست گونه‌های با کمترین نگرانی جای گرفته است.